# 龍煥綸
龍煥綸（1871年—1922年），又名龙朝翊，号赞侯，廣西省桂林府臨桂縣人，清朝政治人物、同進士出身。
光緒二十四年（1898年）戊戌科進士三甲60名。同年五月，改翰林院庶吉士。光緒二十九年四月，散館，著以知县即用，后擔任廣東饒平縣知縣、澄邁縣知縣。民國初期，擔任廣西省參議員。